# O Christ, hie merk

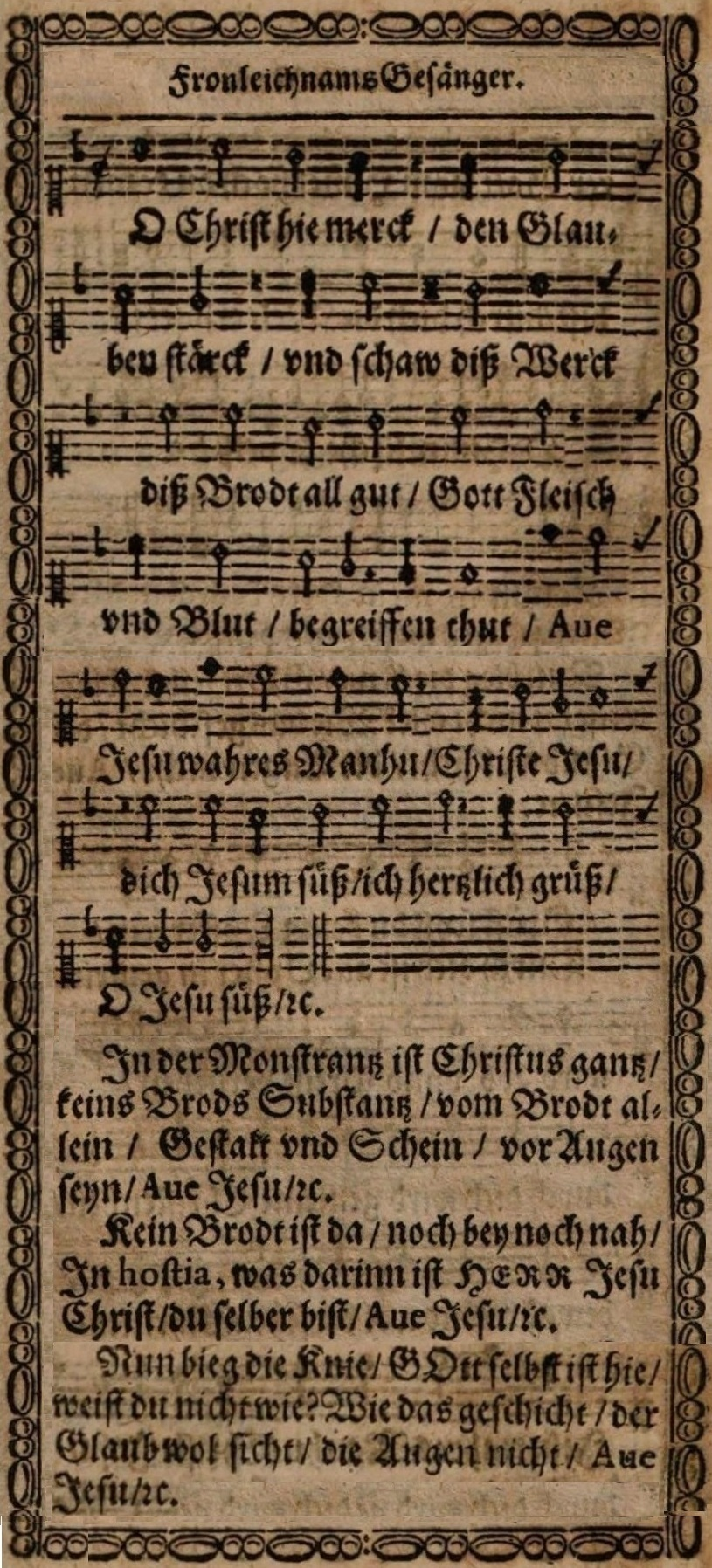
O Christ, hie merk, Druckfassung Würzburg 1630

O Christ, hie merk ist ein katholisches Kirchenlied und frühes Werk von Friedrich Spee während seines Wirkens in Würzburg. Es erschien dort erstmals 1621 in dem Buch Bell’Vedére. Bereits 1623 wurde „O Christ, hie merk“ in die Erstausgabe des Kölner Gesangbuches aufgenommen. Später entwickelte sich das Lied zum geistlichen Volkslied. Es ist ein klassisches Sakramentslied und beinhaltet theologische Sichtweisen über das katholische Eucharistieverständnis zur Zeit der Gegenreformation.

## Rezeption
Gesungen wurde „O Christ, hie merk“ anlässlich von eucharistischen Prozessionen und Andachten, später war es weit verbreitet in der sogenannten Christenlehre, einer sonntagnachmittäglichen Andacht als Gesang zum sakramentalen Segen. Seine Bedeutung erhielt das Lied durch die Verbreitung im gesamten deutschen Sprachraum, und es blieb Bestandteil nahezu sämtlicher deutscher Diözesangesangbücher bis in das 20. Jahrhundert hinein. Zu dieser weiten Verbreitung trug der einfache, klare, aber trotzdem poetische Sprachstil bei. Die heutige Version ist die Fassung in der Liste der Einheitslieder der Fuldaer Bischofskonferenz im Jahr 1916 und ist fast mit dem Urtext identisch. Diese wurde auch in den Gotteslob (1975)-Eigenteil des Bistums Passau übernommen und später in den Diözesen Regensburg und Würzburg in den erweiterten Diözesananhang übernommen. Im Gotteslob (1975)-Eigenteil für das Bistum Hildesheim findet sich eine vierstrophige Fassung des Liedes.

## Textversionen
| 1. O Christ hie merck / Den Glauben sterck / Ynd schaw diß Werck. Diß brod all gut / Gott / Fleisch / vnd blut / Begreiffen thut. Aue Iesu, Wahre manhu, Christe Iesu, Dich Jesum süß / Jch hertzlich grüß / O Jesu süß. 2. Jn der Monstrantz Jst Christus gantz / Kein Brod Substantz. Vom Brod allein Gestalt vnd Schein Vor Augen sein. Aue Iesu, Wahre manhu, Christe Iesu, Dich Jesum süß / Jch hertzlich grüß / O Jesu süß. 3. Kein Brod ist da Noch bey noch na In hostia. Was darin ist / Herr Jesu Christ / Du selber bist. Aue Iesu, Wahre manhu, Christe Iesu, Dich Jesum süß / Jch hertzlich grüß / O Jesu süß. 4. Nun bieg die Knie / Gott selbst ist hie / Weistu nicht wie? Wie das geschicht Der Glaub wol sicht / Die Augen nicht. Aue Iesu, Wahre manhu, Christe Iesu, Dich Jesum süß / Jch hertzlich grüß / O Jesu süß. Im Kölner Gesangbuch von 1623 zusätzlich: 5. Mit Cherubim / mit Seraphim / erheb dein stimm Und preise Gott / Gott Sabaoth / für dieses Brodt. Aue Iesu, Wahre manhu, Christe Iesu, Dich Jesum süß / Jch hertzlich grüß / O Jesu süß. 6. Für meinem todt / zur letzten noth / Christ Mensch und Gott / Gib diese speiß / mir auff die reiß / zum Paradeiß Aue Iesu, Wahre manhu, Christe Iesu, Dich Jesum süß / Jch hertzlich grüß / O Jesu süß. | 1. O Christ, hie merk, den Glauben stärk und schau dies Werk: Das höchste Gut, Gott selbst, hier ruht mit Fleisch und Blut. Ave Jesu, wahres Manhu, Christe Jesu! Dich Jesum süß ich herzlich grüß, o Jesu süß. 2. In der Monstranz ist Christus ganz, kein’ Brotsubstanz. Vom Brot allein Gestalt und Schein sieht’s Auge dein. Ave Jesu, wahres Manhu, Christe Jesu! Dich Jesum süß ich herzlich grüß, o Jesu süß. 3. Kein Brot ist da noch bei noch nah in Hostia. Das was da ist, Herr Jesu Christ, du selber bist. Ave Jesu, wahres Manhu, Christe Jesu! Dich Jesum süß ich herzlich grüß, o Jesu süß. 4. Nun beug die Knie, Gott selbst ist hie, weißt du nicht wie? Dem Sinn entflieht, wie das geschieht, der Glaub’ es sieht. Ave Jesu, wahres Manhu, Christe Jesu! Dich Jesum süß ich herzlich grüß, o Jesu süß. 5. Mit Cherubim und Seraphim erhebt die Stimm’ und preiset Gott, Gott Sabaoth, für dieses Brot! Ave Jesu, wahres Manhu, Christe Jesu! Dich Jesum süß ich herzlich grüß, o Jesu süß. 6. Vor meinem Tod zur letzten Not, mein Herr und Gott, gib diese Speis’ mir auf die Reis’ zum Paradeis. Ave Jesu. wahres Manhu, Christe Jesu! Dich Jesum süß ich herzlich grüß, o Jesu süß. |

## Andere Sprachen
Es gibt eine niederländischsprachige Version dieses Liedes. Deren erste Strophe lautet wie folgt:
Knielt, Christenschaar

voor ’t zoenaltaar,

uw God rust daar;

Knielt biddend neer

en brengt uw Heer

dank, lof en eer.

Wees gezegend,

Levend Manna,

Christus Jesus!

Wees, Jesus zoet,

van ons gegroet,

O Jesus zoet!